# Главный штаб Военного министерства Российского правительства
Главный штаб Военного министерства Российского правительства — центральный орган военного управления Российского государства в годы Гражданской войны. Был расположен в Омске в здании Сельскохозяйственного института.
Главный штаб был создан по типу своего предшественника. Начальником главного штаба был генерал-майор Василий Иосифович Марковский.